# Schwerin

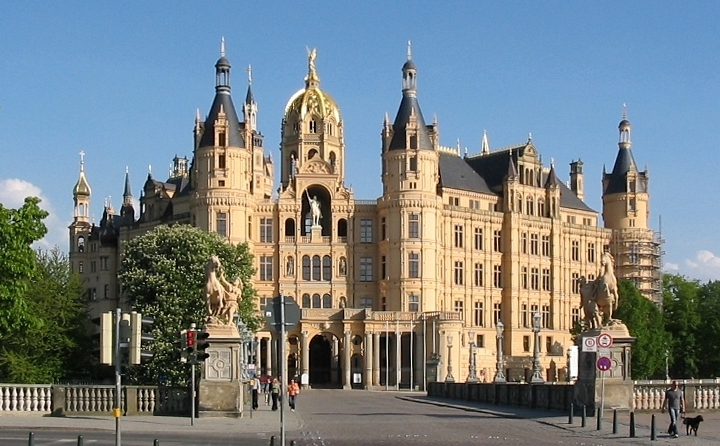
Castelul Schwerin

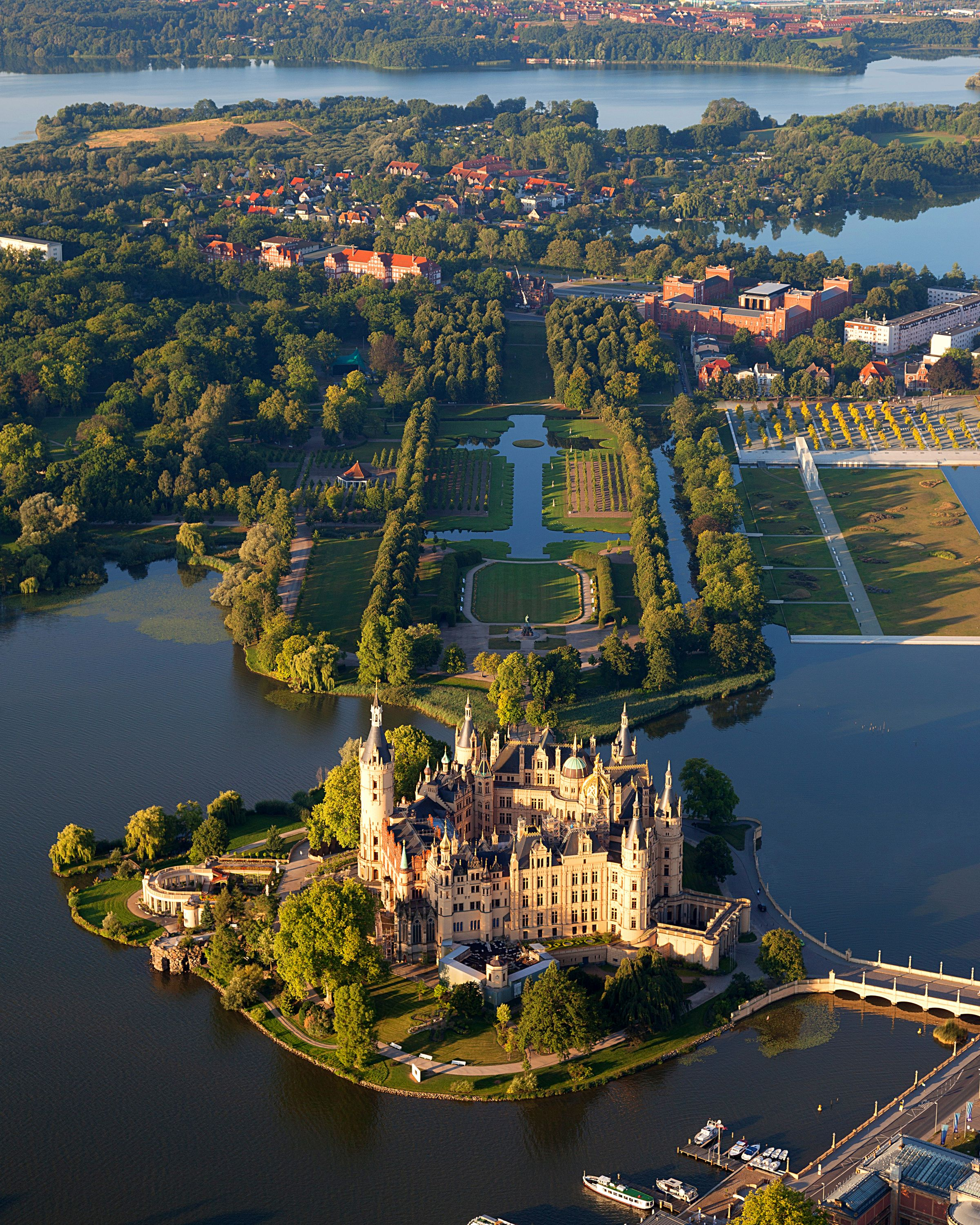

Schwerin este capitala landulului Mecklenburg-Pomerania Inferioară, Germania. Ca mărime orașul este în land pe locul al doilea după Rostock, fiind după numărul de locuitori (cca. 100.000) cea mai mică capitală de land din Germania. Orașul se extinde cu timpul pe malul stâng al lacului Schwerin, care se învecinează cu alte 12 lacuri. Castelul Schwerin este amintit prin secolul al X-lea de un călător, fiind reședința ducilor de Mecklenburg, iar din anul 1990 sediul parlamentului acestui land.

## Etimologia denumirii orașului
Orașul este pentru întâia oară atestat în documentele istorice ale episcopului Thietmar von Merseburg în anul 1012/18 sub numele de „Zuarina”. Analele istorice „Pöhlder” din anii 1160 amintesc orașul ca „Zuarin”, pentru prima oară în istorie în anul 1170 este denumit Zuerin, Zwerin de cronicarul  „Helmold von Bosau”. Începând cu secolul al XV-lea locul a fost numit Swerin (până astăzi se obișnuiește în dialectul de la Mecklenburg), iar din secolul al XVI-lea Suerin sau oficial Schwerin.

## Geografie

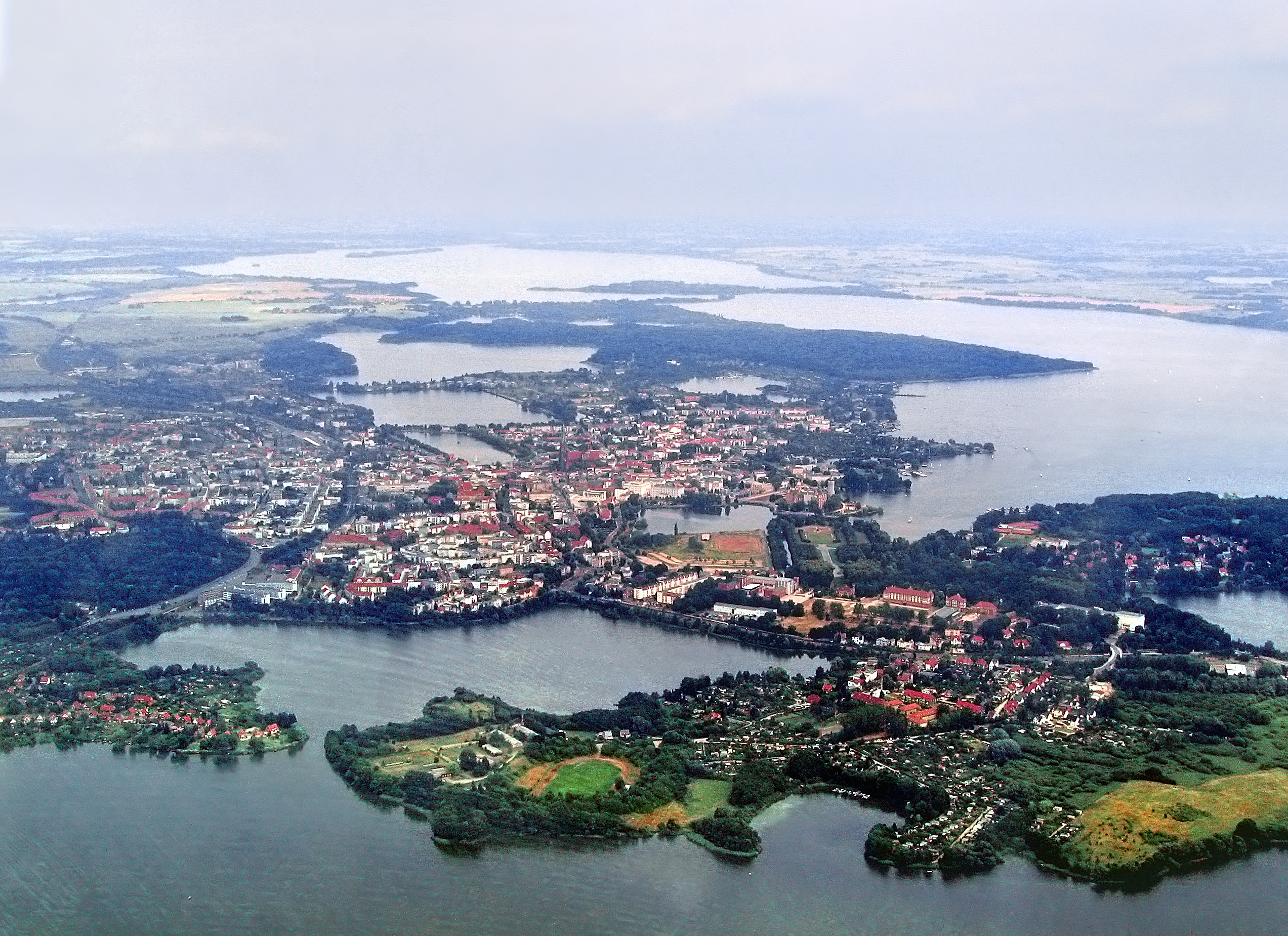
Schwerin (vedere aeriană)

Schwerin este așezat într-o regiune împădurită, cu lacuri, din vestul landului Mecklenburg-Vorpommern, și este situat pe malul de sud-vest al lacului cu același nume. Pe lângă lacul Schwerin mai sunt în regiunea orașului lacurile:  Burgsee, Fauler See, Grimkesee, Heidensee, Große Karausche, Lankower See, Medeweger See, Neumühler See, Ostorfer See, Pfaffenteich și Ziegelsee. Schwerin mai este supranumit de localnici „Orașul celor șapte lacuri și păduri”, denumire care în prezent nu mai corespunde realității datorită extinderii orașului (130,46 km²).

## Obiective turistice
- Mecklenburgisches Staatstheater Schwerin, teatrul de stat din Schwerin
- Staatliches Museum Schwerin, muzeul de stat
- Schweriner Schloss, Palatul Schwerin
- Zoologische Garten Schwerin, grădina zoologică din oraș